# Exodus z Mariel

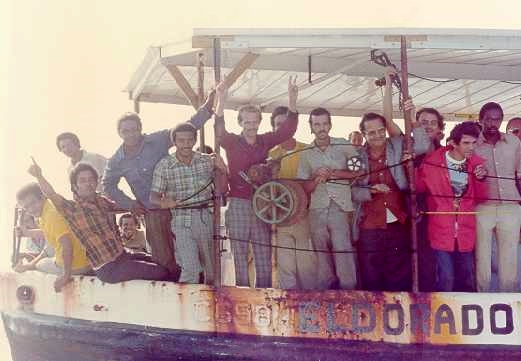
Kubánští uprchlíci v přeplněných lodích.

Exodus z Mariel byla masové emigrace Kubánců z kubánského přístavu Mariel do Spojených států mezi 15. dubnem a 31. říjnem 1980. Exodus způsobil prudký pokles kubánské ekonomiky.[zdroj?]
Poté, co se přibližně 10 000 Kubánců pokusilo získat azyl úkrytem na Peruánském velvyslanectví, kubánská vláda oznámila, že každý, kdo chce odejít, tak může učinit. Následná masové migrace byla organizována kubánskými Američany se souhlasem kubánského prezidenta Fidela Castra. Příchod uprchlíků v USA vytvořil politické problémy prezidentovi USA Jimmy Carterovi, nejprve když jeho administrativa nezvolila konzistentní reakci k přistěhovalcům a pak když bylo zjištěno, že někteří uprchlíci byli propuštěni z kubánských vězení a zařízení pro duševně nemocné. Exodus z Mariel byl ukončen na základě vzájemné dohody mezi oběma vládami na konci října 1980 poté, co se až 125 000 Kubánců dostalo na Floridu.

## Pozadí
Administrativa prezidenta Jimmy Cartera usilovala ke konci 70. let o zlepšení vztahů mezi USA a Kubou. Carter zrušil veškerá omezení ze strany Spojených států cestování na Kubu, nicméně vztahy byly stále napjaté, protože Kuba poskytovala vojenskou pomoc intervencím Sovětského svazu v Africe a na Blízkém Východě. Obě země se snažily dosáhnout dohody o uvolnění amerického embarga na obchod, aby byl povolen dovoz vybraných léků na Kubu, aniž by to vyprovokovalo Carterovy politické odpůrce v Kongresu. Kubánská vláda propustila amerického podnikatele, kterému bylo zakázáno vycestovat z Kuby v roce 1963, jelikož byl obviněn ze špionáže a následně odsouzen k 50 letům vězení. V prosinci 1978 si obě země vzájemně uznaly námořní hranice. 
V listopadu 1978 se vláda Fidela Castra setkala v Havaně se skupinou Kubánců žijících v exilu a souhlasila s udělením amnestie pro 3 600 politických vězňů.

## Žádosti o azyl na velvyslanectvích
Dne 21. března 1978 se dva mladí kubánští disidenti Reynaldo Koly Pineda a Esteban Luis Cardenas Junquera pokusili neúspěšně požádat o azyl na argentinském velvyslanectví v Havaně. Byli odsouzeni k několika letům vězení. Dne 13. května 1979 dvanáct Kubánců vjelo svým autobusem přes plot, aby se dostali na venezuelské velvyslanectví, kde chtěli požádat o azyl. V lednu 1980 nalezly skupiny Kubánců úkryt na peruánské a venezuelské ambasádě. Venezuela stáhla svého velvyslance z Havany na protest proti tomu, že kubánská policie na ně střílela. 
Situace tak vyústila v konfrontaci kubánské vlády s havanskými ambasádami. Dne 1. dubna se skupině šesti Kubánců podařilo dostat na peruánské velvyslanectví a Peruánci oznámili, že azylanty nevydají kubánské policii Kubánská vláda 4. dubna oznámila, že stáhne své bezpečnostní složky z peruánského velvyslanectví. "Nemůžeme chránit velvyslanectví, které nespolupracuje na své vlastní ochraně." Mnoho Kubánců po oznámení vyrazilo na velvyslanectví a večer 5. dubna vstoupilo na velvyslanectví až 2000 Kubánců. Kubánské úřady oznámily pomocí reproduktorů, že každý, kdo kdo dobrovolně vstoupí na ambasádu, může emigrovat, pokud mu nějaká země umožní vstup. Prezident Francisco Morales z Peru vyjádřil ochotu přijmout žadatele o azyl. Diplomaté z několika zemí se setkali s Peruánci, aby diskutovali o situaci, včetně potřeb jídla a přístřeší pro dav na velvyslanectví. Ministerstvo zahraničí USA prohlásilo 5. dubna, že USA by udělily azyl politickým vězňům bona fide, a zpracovaly další požadavky standardními postupy.
Dne 6. dubna počet lidí v davu dosáhl 10 000 a hygienické podmínky na velvyslanectví znemožnily kubánským úřadům další přístup. Kubánská vláda nazývala ty, kteří hledali azyl, "protisociálními živly, delikventy a odpadky". Peruánská vláda se snažila zorganizovat mezinárodní pomoc, a podařilo se jí získat závazky pomoci s přesídlením z Bolívie, Kolumbie, Ekvádoru a Venezuely. Dne 11. dubna začala kubánská vláda poskytovat žadatelům o azyl dokumenty, které zaručovaly jejich právo na emigraci, včetně trvalých průkazů a pasů. Již v prvních dvou dnech zhruba 3 000 Kubánců obdrželo tyto dokumenty a opustili ambasádu. Dne 14. dubna prezident Jimmy Carter prohlásil, že USA přijme 3 500 uprchlíků.

## Exodus
| Měsíc                | Příjezdy (#) | Příjezdy (v %) |
| -------------------- | ------------ | -------------- |
| Duben (od 21. dubna) | 7,665        | 6              |
| Květen               | 86,488       | 69             |
| Červen               | 20,800       | 17             |
| Červenec             | 2,629        | 2              |
| Srpen                | 3,939        | 3              |
| Září                 | 3,258        | 3              |
| Celkem               | 124,779      | 100            |

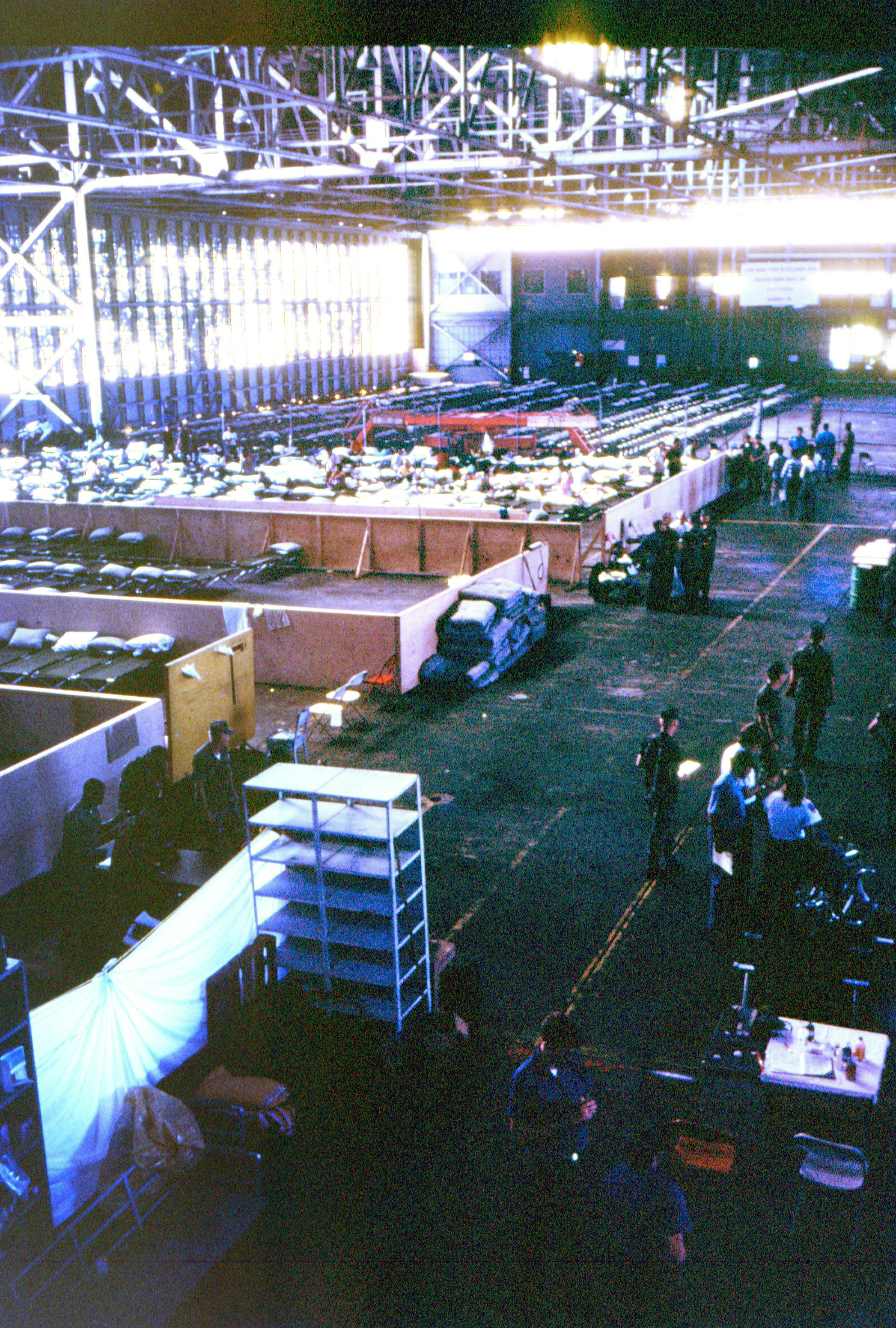
Cetrum pro uprchlíky

Castro nakonec 20. dubna prohlásil, že přístav Mariel bude otevřen pro všechny, kdo chtějí opustit Kubu, pokud mají někoho, kdo by si je vyzvedl. Zatímco zprávy o situaci nebyly vysílány na Kubě, kubánští imigranti ve Spojených státech spěchali do Key West a přístavu v Miami pronajmout si lodě pro přepravu lidí do Spojených států.
Zpočátku měla Carterova administrativa politiku otevřených dveří vůči kubánským imigrantům. Kubáncům, kteří se dostali do Spojených států, byl okamžitě přiznán status uprchlíka. Veřejné mínění bylo ke kubánským politickým uprchlíkům rovněž příznivé.
Denně přijížděly desítky lodí. Jen na lodi Red Diamond bylo napočítáno 706 uprchlíků. 
Uprchlíci byli ubytováni v táborech zřízených v Miami a okolí, většinou na bývalých základnách protiraketové obrany. Další lokality byly v Orange Bowl a v různých kostelích v celé oblasti. Jakmile byli zdokumentováni, uprchlíci byli rychle převedeni do větší center v metropolitní oblasti, aby se mohli znovu shledat s příbuznými již žijící v USA nebo jednat s organizacemi sociálních služeb, např. katolickou charitou nebo Americkým červeným křížem. 

## Vyústění
Kubánská vláda nakonec uzavřela přístav Mariel dalším emigrantům. Přibližně 125 000 Kubánců dorazilo ke břehům Spojených států amerických v asi 1700 lodích. 27 migrantů zemřelo, včetně čtrnácti na přetížené lodi, která se převrhla 17. května 1980. 
Většina uprchlíků byly obyčejní Kubánci. Jen 2,2 % (2 746) uprchlíků bylo klasifikováno jako zločinci, kterým bylo odepřeno americké občanství. 

## Vliv na trh práce v Miami
Asi polovina imigrantů z Mariel se rozhodla pobývat v Miami trvale, což zvýšilo celkovou pracující populaci v Miami o 7 %. Míra nezaměstnanosti vzrostla z 5 % v dubnu 1980 na 7,1 % v červenci. Podle studie Davida Carda však ze srovnání Miami s dalšími americkými městy vyplývá, že přísun imigrantů neměl takřka žádný efekt na výši mezd nebo nezaměstnanost méně kvalifikovaných miamských pracovníků.

### Pozdější analýzy dat CPS
V roce 2016 se harvardský ekonom George Borjas rozhodl vrátit ke studii Davia Carda za použitím stejných dat CPS (Current Population Survey). Nicméně Borjas se zaměřil pouze na pracující, kteří 
- nebyli hispánského původu (jako nejlepší aproximaci původní populaci)
- byli ve věku 25 až 59 (hlavním produktivním věku)
- byli muži
- nedokončili střední školu

Poslední vlastnost je důležitá, protože 60 procent imigrantů z Mariel nedokončilo střední školu a mnozí ze zbývajících 40 procent hledali nekvalifikovaná pracovní místa kvůli nedostatečným jazykovým dovednostem. Imigranti z Mariel tak přímo konkurovali těm, co nedokončili střední školu. Borjasova analýza ukazuje, že mzdy rodilých mužů středoškolského vzdělání z Miami byly mnohem nižší než mzdy podobných pracovníků z jiných amerických metropolitních oblastí během 80. let a pak znovu v ke konci 90. let. Během 80. let byly mzdy těchto pracovníků z Miami o 20 procent nižší než jinde, což je velmi podstatný efekt.
Podle ekonomů Michaela Clemense a Jennifer Huntové mohou být protichůdné výsledky vysvětleny změnami v složení podskupin v datech CPS. Přesně v roce 1980 se podíl Afroameričanů, kteří nebyli hispánského původu, na podskupině mužů v produktivním věku z Miami bez středoškolského vzdělání studované Borjasem zdvojnásobil. K žádnému podobnému zvýšení nedošlo v podskupinách populace v ostatních městech. Kvůli velkému a významnému rozdílu mezi mzdami Afroameričanů bez středoškolského vzdělání a ostatními Američany, kteří nedokončili střední školu, vytvořilo měnící se složení podskupin v datech CPS zdánlivý pokles mezd rodilých pracovníků z Miami. Tento efekt měnících se podskupin podle analýzy Clemense a Huntové vysvětluje celý negativní efekt z Borjasovy studie.